# Bundestagswahlkreis Schwalm-Eder
Der Wahlkreis Schwalm-Eder (Wahlkreis 169, bis zur Bundestagswahl 2021 Wahlkreis 170) ist einer von 22 Bundestagswahlkreisen in Hessen. Der Wahlkreis umfasst den Schwalm-Eder-Kreis und den südlichen Teil des Landkreises Waldeck-Frankenberg mit den Gemeinden Allendorf (Eder), Battenberg (Eder), Burgwald, Frankenau, Frankenberg (Eder), Gemünden (Wohra), Haina (Kloster), Hatzfeld (Eder), Rosenthal und Vöhl. Der Wahlkreis galt früher als SPD-Hochburg. Bei der Bundestagswahl 2025 gewann die Wahlkreisbewerberin der CDU, Anna-Maria Bischof, die meisten Erststimmen vor der SPD. Die Wahlkreissiegerin gehört zu den bundesweit 23 Wahlkreissiegern, die wegen ungenügender Zweitstimmendeckung nicht als Abgeordnete in den Bundestag einziehen durften (Wahlrechtsreform).

## Wahlkreisgeschichte
| Wahl      | Wahlkreisname        | Gebiet |
| --------- | -------------------- | --- |
| 1949      | IV                   | Landkreise Frankenberg, Fritzlar-Homberg und Ziegenhain |
| 1953–1961 | 129 Fritzlar-Homberg | Landkreise Frankenberg, Fritzlar-Homberg und Ziegenhain |
| 1965–1969 | 129 Fritzlar-Homberg | Landkreise Frankenberg, Fritzlar-Homberg, Ziegenhain, vom Landkreis Marburg die Gemeinde Schiffelbach |
| 1972      | 129 Fritzlar-Homberg | Landkreise Frankenberg, Ziegenhain, Landkreis Fritzlar-Homberg ohne die Gemeinde Rengshausen, vom Landkreis Hersfeld-Rotenburg die Gemeinde Breitenbach am Herzberg, vom Landkreis Marburg die Gemeinde Schiffelbach, vom Vogelsbergkreis die Ortsteile Berfa, Hattendorf, Lingelbach der Gemeinde Alsfeld |
| 1976      | 129 Fritzlar         | vom Schwalm-Eder-Kreis die Gemeinden Borken (Hessen), Edermünde, Frielendorf, Fritzlar, Gilserberg, Gudensberg, Homberg (Efze), Jesberg, Knüllwald, Neuental, Neukirchen, Niedenstein, Oberaula, Ottrau, Schrecksbach, Schwalmstadt, Schwarzenborn, Wabern, Willingshausen, Zwesten, und vom Landkreis Waldeck-Frankenberg die Gemeinden Allendorf (Eder), Battenberg (Eder), Bromskirchen, Burgwald, Frankenau, Frankenberg (Eder), Gemünden (Wohra), Haina (Kloster), Hatzfeld (Eder), Rosenthal, Vöhl |
| 1980–1998 | 127 Schwalm-Eder     | vom Schwalm-Eder-Kreis die Gemeinden Borken (Hessen), Edermünde, Frielendorf, Fritzlar, Gilserberg, Gudensberg, Homberg (Efze), Jesberg, Knüllwald, Neuental, Neukirchen, Niedenstein, Oberaula, Ottrau, Schrecksbach, Schwalmstadt, Schwarzenborn, Wabern, Willingshausen, Zwesten, und vom Landkreis Waldeck-Frankenberg die Gemeinden Allendorf (Eder), Battenberg (Eder), Bromskirchen, Burgwald, Frankenau, Frankenberg (Eder), Gemünden (Wohra), Haina (Kloster), Hatzfeld (Eder), Rosenthal, Vöhl |
| 2002–2005 | 172 Schwalm-Eder     | Schwalm-Eder-Kreis, vom Landkreis Waldeck-Frankenberg die Gemeinden Allendorf (Eder), Battenberg (Eder), Bromskirchen, Burgwald, Frankenau, Frankenberg (Eder), Gemünden (Wohra), Haina (Kloster), Hatzfeld (Eder), Rosenthal und Vöhl |
| 2009      | 171 Schwalm-Eder     | Schwalm-Eder-Kreis, vom Landkreis Waldeck-Frankenberg die Gemeinden Allendorf (Eder), Battenberg (Eder), Bromskirchen, Burgwald, Frankenau, Frankenberg (Eder), Gemünden (Wohra), Haina (Kloster), Hatzfeld (Eder), Rosenthal und Vöhl |
| 2013–2021 | 170 Schwalm-Eder     | Schwalm-Eder-Kreis, vom Landkreis Waldeck-Frankenberg die Gemeinden Allendorf (Eder), Battenberg (Eder), Bromskirchen, Burgwald, Frankenau, Frankenberg (Eder), Gemünden (Wohra), Haina (Kloster), Hatzfeld (Eder), Rosenthal und Vöhl |

## Wahlkreisabgeordnete
| Wahl | Abgeordneter                           | Abgeordneter                           | Partei                                 | Stimmen in %                           |
| ---- | -------------------------------------- | -------------------------------------- | -------------------------------------- | -------------------------------------- |
| 1949 |                                        | August-Martin Euler                    | FDP                                    | 35,5                                   |
| 1953 | 42,8                                   | August-Martin Euler                    | FDP                                    |                                        |
| 1957 |                                        | Kurt Wittmer-Eigenbrodt                | CDU                                    | 37,6                                   |
| 1961 |                                        | Harri Bading                           | SPD                                    | 42,6                                   |
| 1965 | 45,7                                   | Harri Bading                           | SPD                                    |                                        |
| 1969 |                                        | Heinz Kreutzmann                       | SPD                                    | 48,9                                   |
| 1972 | 54,0                                   | Heinz Kreutzmann                       | SPD                                    |                                        |
| 1976 | 50,5                                   | Heinz Kreutzmann                       | SPD                                    |                                        |
| 1980 | 52,2                                   | Heinz Kreutzmann                       | SPD                                    |                                        |
| 1983 |                                        | Albert Pfuhl                           | SPD                                    | 48,1                                   |
| 1987 | 49,3                                   | Albert Pfuhl                           | SPD                                    |                                        |
| 1990 | 47,8                                   | Albert Pfuhl                           | SPD                                    |                                        |
| 1994 |                                        | Gerd Höfer                             | SPD                                    | 48,1                                   |
| 1998 | 52,3                                   | Gerd Höfer                             | SPD                                    |                                        |
| 2002 | 52,3                                   | Gerd Höfer                             | SPD                                    |                                        |
| 2005 | 50,1                                   | Gerd Höfer                             | SPD                                    |                                        |
| 2009 |                                        | Edgar Franke                           | SPD                                    | 40,3                                   |
| 2013 | 42,3                                   | Edgar Franke                           | SPD                                    |                                        |
| 2017 | 37,7                                   | Edgar Franke                           | SPD                                    |                                        |
| 2021 | 39,4                                   | Edgar Franke                           | SPD                                    |                                        |
| 2025 | kein – ungenügende Zweitstimmendeckung | kein – ungenügende Zweitstimmendeckung | kein – ungenügende Zweitstimmendeckung | kein – ungenügende Zweitstimmendeckung |

## Wahlergebnisse

### Bundestagswahl 2025
| Kandidaten                                                                      | Kandidaten         | Parteien/Listen       | Erststimmen | Erststimmen | Zweitstimmen | Zweitstimmen |
| Kandidaten                                                                      | Kandidaten         | Parteien/Listen       | Stimmen     | %           | Stimmen      | %            |
| ------------------------------------------------------------------------------- | ------------------ | --------------------- | ----------- | ----------- | ------------ | ------------ |
|                                                                                 | Philipp Rottwilm   | SPD                   | 42.943      | 28,3        | 34.063       | 22,4         |
|                                                                                 | Anna-Maria Bischof | CDU                   | 45.647      | 30,1        | 41.679       | 27,4         |
|                                                                                 | Maximilian Kohler  | Bündnis 90/Die Grünen | 8.705       | 5,7         | 11.875       | 7,8          |
|                                                                                 | Andreas Rethagen   | FDP                   | 4.329       | 2,9         | 6.171        | 4,1          |
|                                                                                 | Renate Glaser      | AfD                   | 36.357      | 24,0        | 36.110       | 23,8         |
|                                                                                 | Jürgen Bachmann    | Die Linke             | 7.974       | 5,3         | 8.625        | 5,7          |
|                                                                                 | Markus Lappe       | Freie Wähler          | 5.763       | 3,8         | 3.073        | 2,0          |
|                                                                                 | –                  | Tierschutzpartei      | –           | –           | 2.271        | 1,5          |
|                                                                                 | –                  | Die PARTEI            | –           | –           | 725          | 0,5          |
|                                                                                 | –                  | Volt                  | –           | –           | 609          | 0,4          |
|                                                                                 | –                  | PdH                   | –           | –           | 92           | 0,1          |
|                                                                                 | –                  | MLPD                  | –           | –           | 26           | 0,0          |
|                                                                                 | –                  | Bündnis Deutschland   | –           | –           | 200          | 0,1          |
|                                                                                 | –                  | BSW                   | –           | –           | 6.522        | 4,3          |
| Gesamt                                                                          | Gesamt             | Gesamt                | 151.718     | 100         | 152.041      | 100          |
|                                                                                 |                    |                       |             |             |              |              |
| Ungültige Stimmen                                                               | Ungültige Stimmen  | Ungültige Stimmen     | 1.871       | 1,2         | 1.548        | 1,0          |
| Wähler                                                                          | Wähler             | Wähler                | 153.589     | 84,2        | 153.589      | 84,2         |
| Wahlberechtigte                                                                 | Wahlberechtigte    | Wahlberechtigte       | 182.420     |             | 182.420      |              |
|                                                                                 |                    |                       |             |             |              |              |
| Anmerkung: kein Kandidat hat ein Direktmandat bekommen (siehe Wahlrechtsreform) |                    |                       |             |             |              |              |
|                                                                                 |                    |                       |             |             |              |              |
| Quellen: Die Bundeswahlleiterin, Kandidaten – Ergebnis                          |                    |                       |             |             |              |              |

### Bundestagswahl 2021
| Kandidaten                                             | Kandidaten                     | Parteien/Listen      | Erststimmen | Erststimmen | Zweitstimmen | Zweitstimmen |
| Kandidaten                                             | Kandidaten                     | Parteien/Listen      | Stimmen     | %           | Stimmen      | %            |
| ------------------------------------------------------ | ------------------------------ | -------------------- | ----------- | ----------- | ------------ | ------------ |
|                                                        | Edgar Frankegewählt im WK      | SPD                  | 54.792      | 39,3        | 50.100       | 36,0         |
|                                                        | Anna-Maria Bischof             | CDU                  | 33.443      | 24,0        | 29.913       | 21,5         |
|                                                        | Albrecht Glaser                | AfD                  | 14.380      | 10,3        | 15.047       | 10,8         |
|                                                        | Bettina Hoffmann               | GRÜNE                | 12.360      | 8,9         | 14.089       | 10,1         |
|                                                        | Bastian Belz                   | FDP                  | 12.234      | 8,8         | 15.422       | 11,1         |
|                                                        | Markus Lappe                   | FREIE WÄHLER         | 4.112       | 3,0         | 3.440        | 2,5          |
|                                                        | Heidemarie Scheuch-Paschkewitz | DIE LINKE            | 3.761       | 2,7         | 4.411        | 3,2          |
|                                                        | Clara Baumann                  | Die PARTEI           | 2.024       | 1,5         | 1.209        | 0,9          |
|                                                        | Hermann-Theodor Ploppa         | dieBasis             | 1.451       | 1,0         | 1.396        | 1,0          |
|                                                        | Alexander Klement              | Einzelbewerber       | 435         | 0,3         | –            | –            |
|                                                        | Alfred Härtzsch                | Bündnis C            | 262         | 0,2         | 233          | 0,2          |
|                                                        | –                              | Tierschutzpartei     | –           | –           | 1.996        | 1,4          |
|                                                        | –                              | PIRATEN              | –           | –           | 504          | 0,4          |
|                                                        | –                              | Team Todenhöfer      | –           | –           | 270          | 0,2          |
|                                                        | –                              | Gesundheitsforschung | –           | –           | 251          | 0,2          |
|                                                        | –                              | NPD                  | –           | –           | 244          | 0,2          |
|                                                        | –                              | Volt                 | –           | –           | 215          | 0,2          |
|                                                        | –                              | ÖDP                  | –           | –           | 126          | 0,1          |
|                                                        | –                              | Die Humanisten       | –           | –           | 92           | 0,1          |
|                                                        | –                              | V-Partei³            | –           | –           | 73           | 0,1          |
|                                                        | –                              | BÜNDNIS21            | –           | –           | 48           | 0,0          |
|                                                        | –                              | DKP                  | –           | –           | 43           | 0,0          |
|                                                        | –                              | LKR                  | –           | –           | 34           | 0,0          |
|                                                        | –                              | MLPD                 | –           | –           | 15           | 0,0          |
| Gesamt                                                 | Gesamt                         | Gesamt               | 139.254     | 100         | 139.171      | 100          |
|                                                        |                                |                      |             |             |              |              |
| Ungültige Stimmen                                      | Ungültige Stimmen              | Ungültige Stimmen    | 2.240       | 1,6         | 2.323        | 1,6          |
| Wähler                                                 | Wähler                         | Wähler               | 141.494     | 76,1        | 141.494      | 76,1         |
| Wahlberechtigte                                        | Wahlberechtigte                | Wahlberechtigte      | 185.944     |             | 185.944      |              |
|                                                        |                                |                      |             |             |              |              |
| Quellen: Die Bundeswahlleiterin, Kandidaten – Ergebnis |                                |                      |             |             |              |              |

### Bundestagswahl 2017
Die Bundestagswahl 2017 fand am Sonntag, den 24. September 2017, statt. In Hessen haben sich 20 Parteien mit ihrer Landesliste beworben. Die Allianz Deutscher Demokraten zog ihre Bewerbung zurück. Die Violetten wurde vom Landeswahlausschuss zurückgewiesen, da nicht die erforderlichen zweitausend Unterschriften zur Unterstützung vorgelegt wurden. Somit bewerben sich 18 Parteien mit ihren Landeslisten in Hessen. Auf den Landeslisten kandidieren insgesamt 353 Bewerber, davon nicht ganz ein Drittel (114) Frauen.
| Gegenstand der Nachweisung     | Gegenstand der Nachweisung | Erst- stimmen | Erst- stimmen | Zweit- stimmen | Zweit- stimmen |
| Bewerber                       | Partei                     | Anzahl        | %             | Anzahl         | %              |
| ------------------------------ | -------------------------- | ------------- | ------------- | -------------- | -------------- |
| Wahlberechtigte                | Wahlberechtigte            | 188.074       | 100           | 188.074        | 100            |
| Wähler                         | Wähler                     | 145.743       | 77,5          | 145.743        | 77,5           |
| Ungültige Stimmen              | Ungültige Stimmen          | 2.655         | 1,8           | 2.689          | 1,8            |
| Gültige Stimmen                | Gültige Stimmen            | 143.088       | 98,2          | 143.054        | 98,2           |
| davon                          |                            |               |               |                |                |
| Bernd Siebert                  | CDU                        | 43.516        | 30,4          | 41.796         | 29,2           |
| Edgar Franke                   | SPD                        | 53.891        | 37,7          | 44.845         | 31.3           |
| Bettina Hoffmann               | GRÜNE                      | 8.001         | 5,6           | 9.437          | 6,6            |
| Heidemarie Scheuch-Paschkewitz | DIE LINKE                  | 7.855         | 5,5           | 9.270          | 6,5            |
| Albrecht Glaser                | AfD                        | 17.197        | 12            | 18.504         | 12,9           |
| Elias Knell                    | FDP                        | 9.298         | 6,5           | 13.118         | 9,2            |
|                                | PIRATEN                    | -             | -             | 521            | 0,4            |
|                                | NPD                        | -             | -             | 654            | 0,5            |
| Matthias Köhler                | FREIE WÄHLER               | 3.330         | 2,3           | 1.969          | 1,4            |
|                                | Die PARTEI                 | -             | -             | 933            | 0,7            |
|                                | Büso                       | -             | -             | 20             | 0              |
|                                | MLPD                       | -             | -             | 26             | 0              |
|                                | BGE                        | -             | -             | 180            | 0,1            |
|                                | DKP                        | -             | -             | 33             | 0              |
|                                | DM                         | -             | -             | 172            | 0,1            |
|                                | ÖDP                        | -             | -             | 132            | 0,1            |
|                                | Tierschutzpartei           | -             | -             | 1.283          | 0,9            |
|                                | V-Partei³                  | -             | -             | 161            | 0,1            |

### Bundestagswahl 2013
Die Bundestagswahl 2013 fand am Sonntag, dem 22. September 2013, zusammen mit der Landtagswahl in Hessen 2013, statt. In Hessen hatten sich 16 Parteien um einen Listenplatz beworben. Die ödp hatte ihre Liste zurückgezogen. Somit standen 15 Parteien landesweit zur Wahl.
| Gegenstand der Nachweisung     | Gegenstand der Nachweisung | Erst- stimmen | Erst- stimmen | Zweit- stimmen | Zweit- stimmen |
| Bewerber                       | Partei                     | Anzahl        | %             | Anzahl         | %              |
| ------------------------------ | -------------------------- | ------------- | ------------- | -------------- | -------------- |
| Wahlberechtigte                | Wahlberechtigte            | 191.354       | 100,0         | 191.354        | 100,0          |
| Wähler                         | Wähler                     | 141.665       | 74,0          | 141.665        | 74,0           |
| Ungültige Stimmen              | Ungültige Stimmen          | 4.836         | 3,4           | 4.684          | 3,3            |
| Gültige Stimmen                | Gültige Stimmen            | 136.829       | 100,0         | 136.981        | 100,0          |
| davon                          |                            |               |               |                |                |
| Bernd Siebert                  | CDU                        | 54.162        | 39,6          | 48.747         | 35,6           |
| Edgar Franke                   | SPD                        | 57.944        | 42,3          | 50.052         | 36,5           |
| Dennis Majewski                | FDP                        | 3.005         | 2,2           | 6.362          | 4,6            |
| Hermann Häusling               | GRÜNE                      | 7.884         | 5,8           | 10.498         | 7,7            |
| Heidemarie Scheuch-Paschkewitz | DIE LINKE                  | 6.890         | 5,0           | 7.442          | 5,4            |
| Alexander Kaufmann             | PIRATEN                    | 2.771         | 2,0           | 2.306          | 1,7            |
| Martin Braun                   | NPD                        | 2.019         | 1,5           | 1.532          | 1,1            |
|                                | REP                        | –             | –             | 229            | 0,2            |
|                                | BüSo                       | –             | –             | 46             | 0,0            |
|                                | MLPD                       | –             | –             | 32             | 0,0            |
|                                | AfD                        | –             | –             | 7.394          | 5,4            |
|                                | pro Deutschland            | –             | –             | 162            | 0,1            |
| Engin Eroglu                   | FREIE WÄHLER               | 2.154         | 1,6           | 1.592          | 1,2            |
|                                | Die PARTEI                 | –             | –             | 529            | 0,4            |
|                                | PSG                        | –             | –             | 58             | 0,0            |

### Bundestagswahl 2009
| Gegenstand der Nachweisung     | Gegenstand der Nachweisung | Erst- stimmen | Erst- stimmen | Zweit- stimmen | Zweit- stimmen |
| Bewerber                       | Partei                     | Anzahl        | %             | Anzahl         | %              |
| ------------------------------ | -------------------------- | ------------- | ------------- | -------------- | -------------- |
| Wahlberechtigte                | Wahlberechtigte            | 194.732       | 100,0         | 194.732        | 100,0          |
| Wähler                         | Wähler                     | 144.490       | 74,2          | 144.490        | 74,2           |
| Ungültige Stimmen              | Ungültige Stimmen          | 4.391         | 3,0           | 4.275          | 3,0            |
| Gültige Stimmen                | Gültige Stimmen            | 140.099       | 100,0         | 140.215        | 100,0          |
| davon                          |                            |               |               |                |                |
| Edgar Franke                   | SPD                        | 56.519        | 40,3          | 47.585         | 33,9           |
| Bernd Siebert                  | CDU                        | 47.053        | 33,6          | 40.592         | 28,9           |
| Nils Weigand                   | FDP                        | 13.487        | 9,6           | 19.854         | 14,2           |
| Engin Eroglu                   | GRÜNE                      | 9.370         | 6,7           | 12.935         | 9,2            |
| Heidemarie Scheuch-Paschkewitz | DIE LINKE                  | 11.395        | 8,1           | 12.958         | 9,2            |
| Frank Körner                   | NPD                        | 2.275         | 1,6           | 1.813          | 1,3            |
|                                | REP                        | –             | –             | 556            | 0,4            |
|                                | Die Tierschutzpartei       | –             | –             | 1.256          | 0,9            |
|                                | BüSo                       | –             | –             | 119            | 0,1            |
|                                | MLPD                       | –             | –             | 37             | 0,0            |
|                                | DVU                        | –             | –             | 128            | 0,1            |
|                                | PIRATEN                    | –             | –             | 2.382          | 1,7            |

### Bundestagswahl 2005
| Gegenstand der Nachweisung | Gegenstand der Nachweisung | Erst- stimmen | Erst- stimmen | Zweit- stimmen | Zweit- stimmen |
| Bewerber                   | Partei                     | Anzahl        | %             | Anzahl         | %              |
| -------------------------- | -------------------------- | ------------- | ------------- | -------------- | -------------- |
| Wahlberechtigte            | Wahlberechtigte            | 196.524       | 100,0         | 196.524        | 100,0          |
| Wähler                     | Wähler                     | 156.803       | 79,8          | 156.803        | 79,8           |
| Ungültige Stimmen          | Ungültige Stimmen          | 5.175         | 3,3           | 4.920          | 3,1            |
| Gültige Stimmen            | Gültige Stimmen            | 151.628       | 100,0         | 151.883        | 100,0          |
| davon                      |                            |               |               |                |                |
| Gerd Höfer                 | SPD                        | 76.040        | 50,1          | 68.359         | 45,0           |
| Bernd Siebert              | CDU                        | 51.474        | 33,9          | 43.426         | 28,6           |
| Hermann Häusling           | GRÜNE                      | 6.776         | 4,5           | 10.953         | 7,2            |
| Reinhold Hocke             | FDP                        | 7.328         | 4,8           | 14.995         | 9,9            |
| Peter Pawlak               | Die Linke.                 | 7.402         | 4,9           | 8.738          | 5,8            |
|                            | REP                        | –             | –             | 1.183          | 0,8            |
|                            | Die Tierschutzpartei       | –             | –             | 1.110          | 0,7            |
| Barbara Schommer           | NPD                        | 2.608         | 1,7           | 2.237          | 1,5            |
|                            | GRAUE                      | –             | –             | 532            | 0,4            |
|                            | BüSo                       | –             | –             | 109            | 0,1            |
|                            | MLPD                       | –             | –             | 82             | 0,1            |
|                            | PSG                        | –             | –             | 159            | 0,1            |

### Bundestagswahl 2002
| Gegenstand der Nachweisung | Gegenstand der Nachweisung | Erst- stimmen | Erst- stimmen | Zweit- stimmen | Zweit- stimmen |
| Bewerber                   | Partei                     | Anzahl        | %             | Anzahl         | %              |
| -------------------------- | -------------------------- | ------------- | ------------- | -------------- | -------------- |
| Wahlberechtigte            | Wahlberechtigte            | 197.153       | 100,0         | 197.153        | 100,0          |
| Wähler                     | Wähler                     | 158.483       | 80,4          | 158.483        | 80,4           |
| Ungültige Stimmen          | Ungültige Stimmen          | 4.108         | 2,6           | 3.332          | 2,1            |
| Gültige Stimmen            | Gültige Stimmen            | 154.375       | 100,0         | 155.151        | 100,0          |
| davon                      |                            |               |               |                |                |
| Gerd Höfer                 | SPD                        | 80.739        | 52,3          | 76.514         | 49,3           |
| Bernd Siebert              | CDU                        | 54.537        | 35,3          | 50.496         | 32,5           |
| Martin Häusling            | GRÜNE                      | 8.096         | 5,2           | 10.761         | 6,9            |
| Reinhard Freitag           | FDP                        | 9.006         | 5,8           | 11.707         | 7,5            |
|                            | REP                        | –             | –             | 1.136          | 0,7            |
| Jens Lohrmann              | PDS                        | 1.997         | 1,3           | 1.636          | 1,1            |
|                            | Die Tierschutzpartei       | –             | –             | 673            | 0,4            |
|                            | NPD                        | –             | –             | 578            | 0,4            |
|                            | GRAUE                      | –             | –             | 216            | 0,1            |
|                            | PBC                        | –             | –             | 376            | 0,2            |
|                            | CM                         | –             | –             | 117            | 0,1            |
|                            | ödp                        | –             | –             | 83             | 0,1            |
|                            | BüSo                       | –             | –             | 35             | 0,0            |
|                            | Schill                     | –             | –             | 823            | 0,5            |

### Bundestagswahl 1998
| Gegenstand der Nachweisung | Gegenstand der Nachweisung | Erst- stimmen | Erst- stimmen | Zweit- stimmen | Zweit- stimmen |
| Bewerber                   | Partei                     | Anzahl        | %             | Anzahl         | %              |
| -------------------------- | -------------------------- | ------------- | ------------- | -------------- | -------------- |
| Wahlberechtigte            | Wahlberechtigte            | 158.139       | 100,0         | 158.139        | 100,0          |
| Wähler                     | Wähler                     | 135.650       | 85,8          | 135.650        | 85,8           |
| Ungültige Stimmen          | Ungültige Stimmen          | 2.347         | 1,7           | 2.226          | 1,6            |
| Gültige Stimmen            | Gültige Stimmen            | 133.303       | 100,0         | 133.424        | 100,0          |
| davon                      |                            |               |               |                |                |
| Bernd Siebert              | CDU                        | 47.285        | 35,5          | 41.391         | 31,0           |
| Gerd Höfer                 | SPD                        | 69.718        | 52,3          | 66.380         | 49,8           |
| Hermann Häusling           | GRÜNE                      | 4.845         | 3,6           | 6.787          | 5,1            |
| Sabine Debus               | F.D.P.                     | 4.485         | 3,4           | 9.056          | 6,8            |
| Norbert Domes              | PDS                        | 1.370         | 1,0           | 1.544          | 1,2            |
|                            | APPD                       | –             | –             | 129            | 0,1            |
|                            | BüSo                       | –             | –             | 36             | 0,0            |
| Frank Rassner              | BFB – Die Offensive        | 1.385         | 1,0           | 895            | 0,7            |
|                            | Chance 2000                | –             | –             | 114            | 0,1            |
|                            | CM                         | –             | –             | 75             | 0,1            |
|                            | DVU                        | –             | –             | 1.177          | 0,9            |
| Dieter Hottenroth          | GRAUE                      | 384           | 0,3           | 266            | 0,2            |
| Rainer Völker              | REP                        | 3.831         | 2,9           | 3.390          | 2,5            |
|                            | DIE FRAUEN                 | –             | –             | 107            | 0,1            |
|                            | Pro DM                     | –             | –             | 1.012          | 0,8            |
|                            | Die Tierschutzpartei       | –             | –             | 377            | 0,3            |
|                            | NPD                        | –             | –             | 298            | 0,2            |
|                            | NATURGESETZ                | –             | –             | 44             | 0,0            |
|                            | ödp                        | –             | –             | 83             | 0,1            |
|                            | PBC                        | –             | –             | 246            | 0,2            |
|                            | PSG                        | –             | –             | 17             | 0,0            |

### Bundestagswahl 1994
| Gegenstand der Nachweisung | Gegenstand der Nachweisung | Erst- stimmen | Erst- stimmen | Zweit- stimmen | Zweit- stimmen |
| Bewerber                   | Partei                     | Anzahl        | %             | Anzahl         | %              |
| -------------------------- | -------------------------- | ------------- | ------------- | -------------- | -------------- |
| Wahlberechtigte            | Wahlberechtigte            | 155.756       | 100,0         | 155.756        | 100,0          |
| Wähler                     | Wähler                     | 129.732       | 83,3          | 129.732        | 83,3           |
| Ungültige Stimmen          | Ungültige Stimmen          | 1.939         | 1,5           | 2.011          | 1,6            |
| Gültige Stimmen            | Gültige Stimmen            | 127.793       | 100,0         | 127.721        | 100,0          |
| davon                      |                            |               |               |                |                |
| Bernd Siebert              | CDU                        | 51.220        | 40,1          | 46.851         | 36,7           |
| Gerd Höfer                 | SPD                        | 61.454        | 48,1          | 59.486         | 46,6           |
| Peter Klufmöller           | F.D.P.                     | 4.136         | 3,2           | 8.991          | 7,0            |
| Jürgen Frömmrich           | GRÜNE                      | 6.526         | 5,1           | 7.535          | 5,9            |
| Martin Schulz              | REP                        | 2.622         | 2,1           | 2.707          | 2,1            |
| Hannes Gregor Hofmann      | PDS                        | 575           | 0,4           | 781            | 0,6            |
|                            | Solidarität                | –             | –             | 26             | 0,0            |
| Marian Franke              | DIE GRAUEN                 | 698           | 0,5           | 557            | 0,4            |
|                            | NATURGESETZ                | –             | –             | 200            | 0,2            |
|                            | MLPD                       | –             | –             | 16             | 0,0            |
| Jörg Gentner               | ÖDP                        | 562           | 0,4           | 307            | 0,2            |
|                            | PBC                        | –             | –             | 264            | 0,2            |

### Bundestagswahl 1990
| Gegenstand der Nachweisung | Gegenstand der Nachweisung | Erst- stimmen | Erst- stimmen | Zweit- stimmen | Zweit- stimmen |
| Bewerber                   | Partei                     | Anzahl        | %             | Anzahl         | %              |
| -------------------------- | -------------------------- | ------------- | ------------- | -------------- | -------------- |
| Wahlberechtigte            | Wahlberechtigte            | 152.766       | 100,0         | 152.766        | 100,0          |
| Wähler                     | Wähler                     | 127.131       | 83,2          | 127.131        | 83,2           |
| Ungültige Stimmen          | Ungültige Stimmen          | 1.776         | 1,4           | 1.491          | 1,2            |
| Gültige Stimmen            | Gültige Stimmen            | 125.355       | 100,0         | 125.640        | 100,0          |
| davon                      |                            |               |               |                |                |
| Bernhard Jagoda            | CDU                        | 49.706        | 39,7          | 46.611         | 37,1           |
| Albert Pfuhl               | SPD                        | 59.956        | 47,8          | 57.584         | 45,8           |
| Hubert Kleinert            | GRÜNE                      | 5.916         | 4,7           | 5.231          | 4,2            |
| Wolfgang Fröhlich          | F.D.P.                     | 7.716         | 6,2           | 11.870         | 9,4            |
|                            | DIE GRAUEN                 | –             | –             | 711            | 0,6            |
|                            | REP                        | –             | –             | 2.198          | 1,7            |
| Henning Simon              | NPD                        | 1.358         | 1,1           | 745            | 0,6            |
| Werner Schelberg           | ÖDP                        | 703           | 0,6           | 477            | 0,4            |
|                            | PDS                        | –             | –             | 213            | 0,2            |

### Bundestagswahl 1987
| Gegenstand der Nachweisung | Gegenstand der Nachweisung | Erst- stimmen | Erst- stimmen | Zweit- stimmen | Zweit- stimmen |
| Bewerber                   | Partei                     | Anzahl        | %             | Anzahl         | %              |
| -------------------------- | -------------------------- | ------------- | ------------- | -------------- | -------------- |
| Wahlberechtigte            | Wahlberechtigte            | 147.410       | 100,0         | 147.410        | 100,0          |
| Wähler                     | Wähler                     | 129.638       | 87,9          | 129.638        | 87,9           |
| Ungültige Stimmen          | Ungültige Stimmen          | 2.167         | 1,7           | 1.492          | 1,2            |
| Gültige Stimmen            | Gültige Stimmen            | 127.471       | 100,0         | 128.146        | 100,0          |
| davon                      |                            |               |               |                |                |
| Bernhard Jagoda            | CDU                        | 50.716        | 39,8          | 45.902         | 35,8           |
| Albert Pfuhl               | SPD                        | 62.827        | 49,3          | 60.799         | 47,4           |
| Wilfried Sieringhaus       | F.D.P.                     | 5.949         | 4,7           | 11.145         | 8,7            |
| Erich Goebert              | GRÜNE                      | 7.441         | 5,8           | 8.724          | 6,8            |
|                            | FRAUEN                     | –             | –             | 314            | 0,2            |
|                            | MLPD                       | –             | –             | 23             | 0,0            |
|                            | NPD                        | –             | –             | 847            | 0,7            |
|                            | ÖDP                        | –             | –             | 332            | 0,3            |
|                            | Patrioten                  | –             | –             | 60             | 0,0            |
| Hans Horn                  | FRIEDEN                    | 538           | 0,4           | –              | –              |

### Bundestagswahl 1983
| Gegenstand der Nachweisung | Gegenstand der Nachweisung | Erst- stimmen | Erst- stimmen | Zweit- stimmen | Zweit- stimmen |
| Bewerber                   | Partei                     | Anzahl        | %             | Anzahl         | %              |
| -------------------------- | -------------------------- | ------------- | ------------- | -------------- | -------------- |
| Wahlberechtigte            | Wahlberechtigte            | 144.590       | 100,0         | 144.590        | 100,0          |
| Wähler                     | Wähler                     | 133.062       | 92,0          | 133.062        | 92,0           |
| Ungültige Stimmen          | Ungültige Stimmen          | 1.167         | 0,9           | 1.062          | 0,8            |
| Gültige Stimmen            | Gültige Stimmen            | 131.895       | 100,0         | 132.000        | 100,0          |
| davon                      |                            |               |               |                |                |
| Albert Pfuhl               | SPD                        | 63.491        | 48,1          | 61.704         | 46,7           |
| Bernhard Jagoda            | CDU                        | 59.118        | 44,8          | 54.039         | 40,9           |
| Hans-Herwig Peter          | F.D.P.                     | 3.973         | 3,0           | 9.803          | 7,4            |
| Günter Faust               | DKP                        | 253           | 0,2           | 168            | 0,1            |
| Joachim Repp               | GRÜNE                      | 5.060         | 3,8           | 6.009          | 4,6            |
|                            | EAP                        | –             | –             | 64             | 0,0            |
|                            | NPD                        | –             | –             | 213            | 0,2            |

### Bundestagswahl 1980
| Gegenstand der Nachweisung | Gegenstand der Nachweisung | Erst- stimmen | Erst- stimmen | Zweit- stimmen | Zweit- stimmen |
| Bewerber                   | Partei                     | Anzahl        | %             | Anzahl         | %              |
| -------------------------- | -------------------------- | ------------- | ------------- | -------------- | -------------- |
| Wahlberechtigte            | Wahlberechtigte            | 141.081       | 100,0         | 141.081        | 100,0          |
| Wähler                     | Wähler                     | 128.913       | 91,4          | 128.913        | 91,4           |
| Ungültige Stimmen          | Ungültige Stimmen          | 1.326         | 1,0           | 1.225          | 1,0            |
| Gültige Stimmen            | Gültige Stimmen            | 127.587       | 100,0         | 127.688        | 100,0          |
| davon                      |                            |               |               |                |                |
| Heinz Kreutzmann           | SPD                        | 66.641        | 52,2          | 64.373         | 50,4           |
| Bernhard Jagoda            | CDU                        | 50.118        | 39,3          | 48.540         | 38,0           |
| Otto Wilke                 | F.D.P.                     | 7.660         | 6,0           | 12.042         | 9,4            |
| Peter Funk                 | DKP                        | 303           | 0,2           | 202            | 0,2            |
| Gerhard Keller             | GRÜNE                      | 2.865         | 2,2           | 2.327          | 1,8            |
|                            | EAP                        | –             | –             | 17             | 0,0            |
|                            | KBW                        | –             | –             | 13             | 0,0            |
|                            | NPD                        | –             | –             | 146            | 0,1            |
|                            | V                          | –             | –             | 28             | 0,0            |

### Bundestagswahl 1976
| Gegenstand der Nachweisung | Gegenstand der Nachweisung | Erst- stimmen | Erst- stimmen | Zweit- stimmen | Zweit- stimmen |
| Bewerber                   | Partei                     | Anzahl        | %             | Anzahl         | %              |
| -------------------------- | -------------------------- | ------------- | ------------- | -------------- | -------------- |
| Wahlberechtigte            | Wahlberechtigte            | 136.312       | 100,0         | 136.312        | 100,0          |
| Wähler                     | Wähler                     | 126.831       | 93,0          | 126.831        | 93,0           |
| Ungültige Stimmen          | Ungültige Stimmen          | 1.203         | 0,9           | 1.019          | 0,8            |
| Gültige Stimmen            | Gültige Stimmen            | 125.628       | 100,0         | 125.812        | 100,0          |
| davon                      |                            |               |               |                |                |
| Heinz Kreutzmann           | SPD                        | 63.421        | 50,5          | 62.879         | 50,0           |
| Hermann Stahlberg          | CDU                        | 52.553        | 41,8          | 52.959         | 42,1           |
| Heinrich Kohl              | F.D.P.                     | 8.706         | 6,9           | 9.072          | 7,2            |
|                            | AUD                        | –             | –             | 70             | 0,1            |
|                            | AVP                        | –             | –             | 36             | 0,0            |
| Otto Pschera               | DKP                        | 583           | 0,5           | 381            | 0,3            |
|                            | EAP                        | –             | –             | 21             | 0,0            |
|                            | KPD                        | –             | –             | 42             | 0,0            |
|                            | KBW                        | –             | –             | 34             | 0,0            |
| Ralph Hoffmann             | NPD                        | 365           | 0,3           | 318            | 0,3            |

### Bundestagswahl 1972
| Gegenstand der Nachweisung | Gegenstand der Nachweisung | Erst- stimmen | Erst- stimmen | Zweit- stimmen | Zweit- stimmen |
| Bewerber                   | Partei                     | Anzahl        | %             | Anzahl         | %              |
| -------------------------- | -------------------------- | ------------- | ------------- | -------------- | -------------- |
| Wahlberechtigte            | Wahlberechtigte            | 136.070       | 100,0         | 136.070        | 100,0          |
| Wähler                     | Wähler                     | 124.923       | 91,8          | 124.923        | 91,8           |
| Ungültige Stimmen          | Ungültige Stimmen          | 1.174         | 0,9           | 927            | 0,7            |
| Gültige Stimmen            | Gültige Stimmen            | 123.749       | 100,0         | 123.996        | 100,0          |
| davon                      |                            |               |               |                |                |
| Heinz Kreutzmann           | SPD                        | 66.823        | 54,0          | 63.867         | 51,5           |
| Hermann Stahlberg          | CDU                        | 47.892        | 38,7          | 48.398         | 39,0           |
| Heinrich Kohl              | F.D.P.                     | 8.163         | 6,6           | 10.664         | 8,6            |
| Walter Stahnke             | DKP                        | 373           | 0,3           | 336            | 0,3            |
|                            | EFP                        | –             | –             | 81             | 0,1            |
| Hildegard Niewöhner        | NPD                        | 498           | 0,4           | 650            | 0,5            |

### Bundestagswahl 1969
| Gegenstand der Nachweisung | Gegenstand der Nachweisung | Erst- stimmen | Erst- stimmen | Zweit- stimmen | Zweit- stimmen |
| Bewerber                   | Partei                     | Anzahl        | %             | Anzahl         | %              |
| -------------------------- | -------------------------- | ------------- | ------------- | -------------- | -------------- |
| Wahlberechtigte            | Wahlberechtigte            | 125.781       | 100,0         | 125.781        | 100,0          |
| Wähler                     | Wähler                     | 111.497       | 88,6          | 111.497        | 88,6           |
| Ungültige Stimmen          | Ungültige Stimmen          | 2.334         | 2,1           | 2.200          | 2,0            |
| Gültige Stimmen            | Gültige Stimmen            | 109.163       | 100,0         | 109.297        | 100,0          |
| davon                      |                            |               |               |                |                |
| Heinz Kreutzmann           | SPD                        | 53.386        | 48,9          | 52.889         | 48,4           |
| Hermann Stahlberg          | CDU                        | 37.216        | 34,1          | 39.161         | 35,8           |
| Heinrich Kohl              | FDP                        | 12.186        | 11,2          | 8.385          | 7,7            |
| Karl Abel                  | ADF                        | 417           | 0,4           | 445            | 0,4            |
|                            | EP                         | –             | –             | 121            | 0,1            |
|                            | GPD                        | –             | –             | 943            | 0,9            |
| Erich Fuchs                | NPD                        | 5.958         | 5,5           | 7.353          | 6,7            |

### Bundestagswahl 1965
| Gegenstand der Nachweisung | Gegenstand der Nachweisung | Erst- stimmen | Erst- stimmen | Zweit- stimmen | Zweit- stimmen |
| Bewerber                   | Partei                     | Anzahl        | %             | Anzahl         | %              |
| -------------------------- | -------------------------- | ------------- | ------------- | -------------- | -------------- |
| Wahlberechtigte            | Wahlberechtigte            | 125.911       | 100,0         | 125.911        | 100,0          |
| Wähler                     | Wähler                     | 110.811       | 88,0          | 110.811        | 88,0           |
| Ungültige Stimmen          | Ungültige Stimmen          | 3.751         | 3,4           | 3.448          | 3,1            |
| Gültige Stimmen            | Gültige Stimmen            | 107.060       | 100,0         | 107.363        | 100,0          |
| davon                      |                            |               |               |                |                |
| Harri Bading               | SPD                        | 48.920        | 45,7          | 49.775         | 46,4           |
| Hermann Stahlberg          | CDU                        | 28.386        | 26,5          | 34.167         | 31,8           |
| Heinrich Kohl              | FDP                        | 27.121        | 25,3          | 20.034         | 18,7           |
| Rudolf Dolenschall         | AUD                        | 349           | 0,3           | 407            | 0,4            |
| Ernst Schwiethal           | DFU                        | 633           | 0,6           | 760            | 0,7            |
| Georg Keller               | NPD                        | 1.651         | 1,5           | 2.220          | 2,1            |

### Bundestagswahl 1961
| Gegenstand der Nachweisung | Gegenstand der Nachweisung | Erst- stimmen | Erst- stimmen | Zweit- stimmen | Zweit- stimmen |
| Bewerber                   | Partei                     | Anzahl        | %             | Anzahl         | %              |
| -------------------------- | -------------------------- | ------------- | ------------- | -------------- | -------------- |
| Wahlberechtigte            | Wahlberechtigte            | 123.508       | 100,0         | 123.508        | 100,0          |
| Wähler                     | Wähler                     | 110.070       | 89,1          | 110.070        | 89,1           |
| Ungültige Stimmen          | Ungültige Stimmen          | 3.004         | 2,7           | 5.791          | 5,3            |
| Gültige Stimmen            | Gültige Stimmen            | 107.066       | 100,0         | 104.279        | 100,0          |
| davon                      |                            |               |               |                |                |
| Kurt Wittmer-Eigenbrodt    | CDU                        | 27.736        | 25,9          | 28.039         | 26,9           |
| Harri Bading               | SPD                        | 45.565        | 42,6          | 45.302         | 43,4           |
| Heinrich Kohl              | FDP                        | 26.877        | 25,1          | 23.502         | 22,5           |
| Heinrich Römer             | GDP (DP-BHE)               | 5.394         | 5,0           | 5.981          | 5,7            |
| Eugenie Brobeil            | DFU                        | 861           | 0,8           | 984            | 0,9            |
| Karl Posdzich              | DRP                        | 358           | 0,3           | 471            | 0,5            |
| Rudolf Dolenschall         | DG                         | 275           | 0,3           | –              | –              |

### Bundestagswahl 1957
| Gegenstand der Nachweisung | Gegenstand der Nachweisung | Erst- stimmen | Erst- stimmen | Zweit- stimmen | Zweit- stimmen |
| Bewerber                   | Partei                     | Anzahl        | %             | Anzahl         | %              |
| -------------------------- | -------------------------- | ------------- | ------------- | -------------- | -------------- |
| Wahlberechtigte            | Wahlberechtigte            | 121.434       | 100,0         | 121.434        | 100,0          |
| Wähler                     | Wähler                     | 108.637       | 89,5          | 108.637        | 89,5           |
| Ungültige Stimmen          | Ungültige Stimmen          | 3.503         | 3,2           | 4.581          | 4,2            |
| Gültige Stimmen            | Gültige Stimmen            | 105.134       | 100,0         | 104.056        | 100,0          |
| davon                      |                            |               |               |                |                |
| Harri Bading               | SPD                        | 38.508        | 36,6          | 37.954         | 36,5           |
| Kurt Wittmer-Eigenbrodt    | CDU                        | 39.492        | 37,6          | 33.299         | 32,0           |
| Erich Schwinge             | FDP                        | 10.204        | 9,7           | 9.717          | 9,3            |
| Hans Zaborosch             | GB/BHE                     | 8.276         | 7,9           | 8.645          | 8,3            |
| Georg Keller               | DP                         | 7.326         | 7,0           | 12.667         | 12,2           |
|                            | BdD                        | –             | –             | 115            | 0,1            |
| Otto Schnell               | DRP                        | 1.328         | 1,3           | 1.659          | 1,6            |

### Bundestagswahl 1953
| Gegenstand der Nachweisung | Gegenstand der Nachweisung | Erst- stimmen | Erst- stimmen | Zweit- stimmen | Zweit- stimmen |
| Bewerber                   | Partei                     | Anzahl        | %             | Anzahl         | %              |
| -------------------------- | -------------------------- | ------------- | ------------- | -------------- | -------------- |
| Wahlberechtigte            | Wahlberechtigte            | 125.882       | 100,0         | 125.882        | 100,0          |
| Wähler                     | Wähler                     | 110.219       | 87,6          | 110.219        | 87,6           |
| Ungültige Stimmen          | Ungültige Stimmen          | 2.888         | 2,6           | 4.224          | 3,8            |
| Gültige Stimmen            | Gültige Stimmen            | 107.331       | 100,0         | 105.995        | 100,0          |
| davon                      |                            |               |               |                |                |
| Johann Heinrich Schäfer    | CDU                        | 11.407        | 10,6          | 23.007         | 21,7           |
| Herbert Leimbach           | SPD                        | 36.859        | 34,3          | 35.283         | 33,3           |
| August-Martin Euler        | FDP                        | 45.931        | 42,8          | 31.362         | 29,6           |
| Franz Kosak                | GB/BHE                     | 10.039        | 9,4           | 10.756         | 10,1           |
| Johann Georg Keller        | DP                         | 1.261         | 1,2           | 3.460          | 3,3            |
| Christian Abel             | KPD                        | 955           | 0,9           | 983            | 0,9            |
| Hans-Eckhardt Kannapin     | GVP                        | 879           | 0,8           | 1.144          | 1,1            |

### Bundestagswahl 1949
|                          | Partei            | Anzahl  | %     |
| ------------------------ | ----------------- | ------- | ----- |
| Wahlberechtigte          | Wahlberechtigte   | 131.308 | 100,0 |
| Wähler                   | Wähler            | 101.740 | 77,5  |
| Ungültige Stimmen        | Ungültige Stimmen | 3.328   | 3,3   |
| Gültige Stimmen          | Gültige Stimmen   | 98.412  | 100,0 |
| davon                    |                   |         |       |
| Heinrich Scherp          | SPD               | 28.733  | 29,2  |
| Hans Schlange-Schöningen | CDU               | 13.349  | 13,6  |
| August-Martin Euler      | FDP               | 34.941  | 35,5  |
| Ernst Schädler           | KPD               | 3.363   | 3,4   |
| Theodor Czernich         | Unabhängiger      | 18.026  | 18,3  |